# هنريك ستين أندرسن
هنريك ستين أندرسن (مواليد 6 أبريل 1977) هو سبّاح دنماركي، مثّل بلاده في الألعاب الأولمبية الصيفية 2000.

## روابط خارجية
هنريك ستين أندرسن على موقع الاتحاد الدولي للسباحة (الإنجليزية)
- هنريك ستين أندرسن على موقع أوليمبيديا (الإنجليزية)